# Курдак
Курдак — река в России, протекает по Бардымскому району Пермского края. Устье реки находится в 2,9 км по правому берегу реки Сарашка. Длина реки составляет 14 км.
Исток реки в урочище Башкирская Дача в 16 км к юго-востоку от села Сараши на границе с Чернушинским районом. Течёт на северо-запад, всё течение проходит по ненаселённому, всхолмлённому лесному массиву. Приток — Карагашка (правый). Впадает в Сарашку к югу от села Сараши. Высота устья — 152,0 м над уровнем моря.

## Данные водного реестра
По данным государственного водного реестра России относится к Камскому бассейновому округу, водохозяйственный участок реки — Кама от Камского гидроузла до Воткинского гидроузла, речной подбассейн реки — бассейны притоков Камы до впадения Белой. Речной бассейн реки — Кама.
Код объекта в государственном водном реестре — 10010101012111100014707.